# アルセナーリナ駅

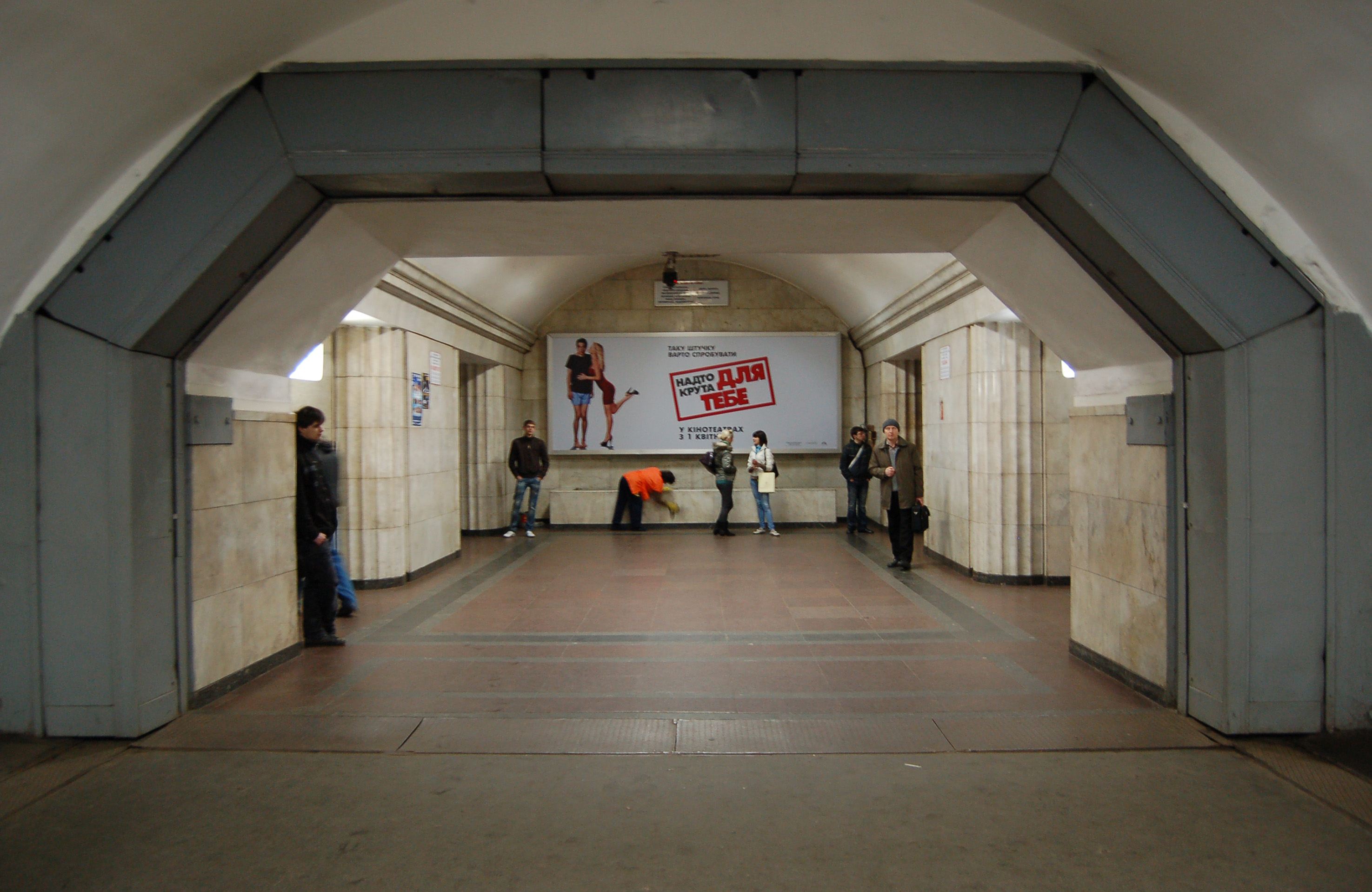
アルセナーリナ駅

アルセナーリナ駅（アルセナーリナえき、ウクライナ語 Арсенальна,  ( 音声ファイル)）は、キーウ地下鉄スヴャトーシノ・ブロヴァールスィカ線の駅である。1960年11月6日に開業した。
地上から105.5メートルの地点にプラットホームがあり、地下鉄駅の深さとしては世界一である。地上からホームに着くまで、2基のエスカレーターで5分程度かかる。エスカレーターのうち1基は世界で最も長いものである。